# Surenavan
Surenavan är en ort i Armenien.   Den ligger i provinsen Vajots Dzor, i den centrala delen av landet, 50 kilometer sydost om huvudstaden Jerevan. Surenavan ligger 825 meter över havet och antalet invånare är 2 241.
Terrängen runt Surenavan är varierad. Närmaste större samhälle är Ararat, 7,0 kilometer nordväst om Surenavan.
Trakten runt Surenavan består i huvudsak av gräsmarker. Runt Surenavan är det ganska tätbefolkat, med 116 invånare per kvadratkilometer.